# Orazio Schena
Orazio Schena (Bari, Reino de Italia; 30 de octubre de 1941 – 30 de enero de 2024) fue un futbolista y entrenador de fútbol bélga nacido en Italia que jugó en la posición de delantero.

## Carrera

### Jugador
| Periodo   | Club                      |
| --------- | ------------------------- |
| 1963-1964 | RSC Anderlecht            |
| 1964-1965 | RCC Molenbeek             |
| 1965-1968 | RFC Lieja                 |
| 1968-1970 | RFC Tilleur-Saint-Nicolas |
| 1970-1973 | RAA Louvièroise           |

### Entrenador
| Periodo   | Club                      |
| --------- | ------------------------- |
| 1982-1986 | RUS Binchoise             |
| 1988-1990 | RUS Binchoise             |
| 1991-1993 | RFC Farciennes            |
| 1994-1998 | FC Chapelle-Godarfontaine |
| 1999-2000 | RFC Farciennes            |
| 2001-2002 | RFC Houdinois             |
| 2002-2004 | Royal Francs Borains      |
| 2005-2006 | Châtelet SC               |
| 2008-2009 | RUS Binchoise             |
| 2011-2012 | RFC Ressaix               |

## Logros

### Jugador
- Primera División de Bélgica (1): 1964

### Entrenador
- 1re Provinciale Hainaut (3): 1983, 1992, 1995
- Cuarta División de Bélgica (1): 1985